# Шамши (Тверская область)
 Шамши  — деревня в Жарковском муниципальном округе Тверской области.

## География
Находится в юго-западной части Тверской области на расстоянии приблизительно 16 км по прямой на юг-юго-запад по прямой от районного центра поселка Жарковский южнее озера Щучье.

## История
Деревня уже была отмечена на карте Шуберта западной части России (1826—1840 года). В 1859 году здесь (деревня Поречского уезда Смоленской губернии было учтено 5 дворов, в 1927 — 14. До 2022 года входила в состав ныне упразднённого Щучейского сельского поселения.

## Население
Численность населения: 35 человек (1859 год), 3 (русские 100 %) в 2002 году, 1 в 2010.